# 大徳駅 (咸鏡北道)
大徳駅（テドクえき、朝鮮語: 대덕역）は、朝鮮民主主義人民共和国咸鏡北道会寧市にある、朝鮮民主主義人民共和国鉄道省咸北線の鉄道駅である。

## 歴史
- 1942年2月16日：開業[1]。